# Mont Shirakami
Le mont Shirakami (白髪山, Shirakami-yama), ou Tamba-Fuji (littéralement « mont Fuji de la province de Tamba »), est une montagne culminant à 721 m d'altitude à Tamba-Sasayama dans la préfecture de Hyōgo au Japon.
La Muko-gawa prend sa source sur la montagne, l'une des plus connues des plateaux Tamba.

## Religion  et histoire
À l'instar du mont Matsuo, le mont Shirakami est historiquement un objet de vénération des habitants de la région. Cette montagne se trouve près d'une ancienne route menant d'Osaka à la province de Tajima ou de Kyoto à la province de Harima.

## Accès
- Gare de Furuichi de la ligne Fukuchiyama
- Gare de Sasayamaguchi de la ligne Fukuchiyama.